# Multigrafía
Una multigrafía es una forma de representar y presentar información de una forma visual y sintética. Sigue los principios básicos de las infografías, pero las aumenta al incorporar elementos diferentes al texto o la imagen.
La producción de una multigrafía debería apoyarse en tres principios básicos:
1.- Sencillez: Para garantizar la síntesis.
No se usa navegación entre diferentes páginas o apartados, toda la información debe proporcionarse en una sola ventana.
2.- Diseño: Para captar la atención del visitante.
El aspecto debe ser agradable, lo más visual posible.
3.- Multiformato: Para rentabilizar la información ofrecida.
Hay que procurar incluir formatos diversos, sacando el mayor partido posible a cada uno de ellos: infografía, vídeo, podcast, etc.
Para producir una multigrafía se puede partir de un modelo similar al de una infografía:

## 1. Defina el tema de la multigrafía.
Lo primero que se debe determinar es el tema de la multigrafía. Algunos temas posibles son:
- La explicación de un concepto
- La explicación de una tecnología
- Datos estadísticos
- Resumen de un documento

## 2. Recopilar la información necesaria.
Usted puede utilizar fuentes de información primaria o secundaria. Para la multigrafía sería conveniente disponer de elementos de formatos diversos: gráficos, texto, imágenes, vídeos, podcast, animaciones, etc.

## 3. Cree el primer borrador de su multigrafía.
Debe organizar la información recopilada y empezar a montarlos en una página web sencilla, usando HTML y CSS, con la ayuda de los programas o servicios necesarios.
Procure siempre imprimir a su multigrafía de la mayor creatividad posible.

## 4. Diseñe la multigrafía.
En el diseño debes tener en cuenta:
- Estilo único: Una multigrafía debe tener un estilo único, se debe evitar copiar conceptos gráficos.
- Integración: Una multigrafía es una integración y conexión de elementos gráficos y multimedia.

Ejemplo de multigrafía
- Datos: Q9035718